# Peter Gerhardsson (fotbollstränare)
Kurt Peter Gerhardsson, född 22 augusti 1959 i Uppsala, är en svensk fotbollstränare och före detta fotbollsspelare. Han är sedan augusti 2017 förbundskapten för Sveriges damlandslag.

## Spelarkarriär
Som spelare representerade Peter Gerhardsson Upsala IF, Hammarby, Vasalund och Enköpings SK. Under tio säsonger i Hammarby noterades Gerhardsson för 49 mål i Allsvenskan. Han var med om att vinna klubbens första Stora silver 1982.

## Tränarkarriär
Efter spelarkarriären har Gerhardsson varit verksam som ledare. Åren 1997 och 1998 var han tränare för allsvenska Bälinge IF damfotboll, och mellan 2009 och 2016 var han huvudtränare för BK Häcken i Allsvenskan.
Den 29 november 2016 presenterades han som nästa förbundskapten för svenska damlandslaget. Han tillträdde efter EM i Nederländerna, som spelades under sommaren 2017. Han efterträdde då Pia Sundhage. 2021 ledde han laget till OS-silver vid sommar-OS i Tokyo.

## Klubbar

### Som spelare
- Upsala IF (1967–1977)
- Hammarby IF (1978–1987)
- Vasalunds IF (1988–1990)
- Enköpings SK (1991–1992)

### Som ledare
- Upsala IF (1993–1995)
- BKV Norrtälje (1996)
- Bälinge IF Damfotboll (1997–1998)
- Enköpings SK (assisterande, 2000–2002)
- Sverige U17 (2002)
- Helsingborgs IF (assisterande, 2005–2008)
- BK Häcken (2009–2016)
- Sveriges damlandslag (2017–2025)